# Satan i gatan (piosenka)
„Satan i gatan” – utwór szwedzkiej piosenkarki Veroniki Maggio z albumu Satan i gatan. Singel był notowany 42 tygodnie osiągając najwyżej drugie miejsce na liście Top 60 Singles w Szwecji.

## Notowania na listach przebojów
| Kraj    | Lista (2011/2012) | Najwyższa pozycja |
| ------- | ----------------- | ----------------- |
| Szwecja | Top 60 Singles    | 2                 |